# Вледень-Дял
Вледень-Дял, Вледені-Дял (рум. Vlădeni-Deal) — село у повіті Ботошані в Румунії. Входить до складу комуни Фрумушика.
Село розташоване на відстані 348 км на північ від Бухареста, 29 км на південний схід від Ботошань, 67 км на північний захід від Ясс.

## Населення
За даними перепису населення 2002 року у селі проживали 1774 особи, з них 1769 осіб (99,7%) румунів. Рідною мовою 1771 особа (99,8%) назвала румунську.